# Margrethe Kog
Margrethe Kog er et kog i den vestligste del af Tøndermarsken. Det er den yngste inddigning i Vadehavet, etableret mellem 1979 og 1982. Den 11 km2 store inddigning ligger bag Det Fremskudte Dige, et 8,5 km langt og 7,5 m højt dige og rummer en 2,5 km2 stor saltvandssø, anlagt af hensyn til fuglelivet. Kogen der ligger mellem Emmerlev Klev og den dansk-tyske grænse blev fredet i 1985, dog udnyttes ca. 2/3 til græsning. Området indgår i Nationalpark Vadehavet. Margrethe Kog 1.245 ha indgår i en samlet fredning af Tøndermarsken fra 1988 omfatter Ny og Gammel Frederiks Kog, Rudbøl Kog, Magister Kog og arealer langs Sønderå.